# Courson (Calvados)
Courson est une ancienne commune française, située dans le département du Calvados en région Normandie, peuplée de 387 habitants.

## Géographie
Courson est située à l'ouest du Bocage virois et est limitrophe du département de la Manche (communes de Beslon, Montbray et Morigny). Son bourg est à 3 km au nord-ouest de Saint-Sever-Calvados et à 12 km à l'est de Villedieu-les-Poêles.
Courson est partagé entre les bassins de la Sienne et de la Vire. Les deux tiers sud du territoire sont parcourus par un affluent de la Sienne, la Sènène, et par ses premiers propres affluents dont le ruisseau de la Bourgerie qui délimite le territoire au sud-ouest. Le nord est drainé par des affluents de la Drôme, un affluent de la Vire qui marque brièvement la limite nord du territoire. Également dans le bassin de la Vire, les ruisseaux de la Morlière et de la Plaine délimitent également le territoire et confluent à leur sortie au nord-est avant de rejoindre plus au nord la Drôme.
Le point culminant (231 m) se situe en limite sud, près du lieu-dit le Petit Tutrel, là où le périmètre communal forme un appendice en lisière de la forêt de Saint-Sever. Le point le plus bas (94 m) correspond à la sortie de la Drôme du territoire, au nord. La commune est bocagère.
| Montbray (Manche)    | Montbray (Manche), Morigny (Manche) | Sept-Frères                       |
| Beslon (Manche)      | Courson                             | Sept-Frères, Saint-Sever-Calvados |
| Saint-Aubin-des-Bois | Fontenermont                        | Saint-Sever-Calvados              |

## Toponymie
Courson figure dans les chroniques anciennes, Corcho en 1240, Corçon, Courchon, Cursonne.
Le toponyme serait  issu de l'anthroponyme latin Curtius suffixé de -on, reliquat du gaulois dunon, « agglomération ».
Le gentilé est Coursonnais.

## Histoire
Courson et sa paroisse Notre-Dame appartenaient à l'abbaye bénédictine de Saint-Sever, et l'abbé en était le seigneur. Quelques-uns de ses fiefs ont laissé des traces :
- Isigny appartenait à la famille de Saint-Germain, avec Andouin comme seigneur en 1463[5] et Geoffroy de Saint-Germain en 1523[6] ;
- L'Angevinière, dont les Le Duc sont seigneurs aux XVIIe – XVIIIe siècles[réf. non conforme][7]
- Les Landes, fief tenu en 1572 par Jacques Durand, avocat à Vire, puis par son fils François (1608) (Arch. Manche 5E 7369, folio79). En 1608, Jacques Chatrefou, avocat à Vire, beau-frère de François Durand, hérite le fief avec le village des Landes comme il se contient, tant en maisons, jardins, prés, bois, terres labourables et non labourables (Arch. Calvados 8E 15395, folio 35). Puis, en 1701, il appartient au petit-fils de Jacques Chatrefou, Jean-Baptiste Laisné, conseiller du Roi, assesseur au bailliage et vicomté de Vire, et ensuite à son fils Thomas Laisné de 1714 à 1720 (Arch. Calvados, 8E 15442, fol 262 ; EC 1646-1739, vues 181, 362).
- Launay (l'Aunay), était un fief noble avec un manoir entouré de douves. Il abritait la famille de Clinchamp depuis environ 1529, en la personne de Jean de Clinchamp (réf. Maison de Clinchamp, Joseph Noulens, p. 655). En 1666,  Louis de Clinchamp résidait sur sa terre de Launay lorsqu'il fut maintenu dans sa noblesse (réf. Maison de Clinchamp, Joseph Noulens,  p. 953, et Arcisse de Caumont) [réf. non conforme][8]. En 1692, Jean-Alexandre de Clinchamp est seigneur de Launay et meurt en 1748 ; son fils Thomas de Clinchamp lui succède et décède en 1751. Tous deux sont inhumés dans l'église [9].

Marie-Jeanne de Clinchamp (1731-1772), dame de Launay, fille de François de Clinchamp et Catherine Laisné, épouse de Jean-Baptiste du Rosel, va donner naissance à un chef chouan, dit du Rosel de Courson, qui sera le dernier seigneur de Launay. Jean-Jacques-Joseph du Rosel, écuyer, naquit à Saint-Fragaire (Beslon) en 1756. Il émigra en 1792. Le 22 octobre 1793, son fief de la Bazinière est saisi par la municipalité de Courson comme bien d'émigré et vendu aux enchères . Le 6 novembre 1793, la municipalité dresse le procès-verbal d'estimation de ses biens au village des Landes, dont le manoir, les fermes et les bâtiments d'exploitation, vendus le 13 juin 1794.
De retour d'émigration (1795), il rejoint le général des royalistes de la Basse-Normandie Louis de Frotté qui lui confie le commandement de Villedieu et Saint-Sever. De son nom de guerre du Hamel, il combattit héroïquement et tomba en 1796 à Vengeons, au hameau du Poncel. En 1825, ses compagnons d'armes attestèrent qu'il avait été enterré « dans une pièce de terre située en la commune de Vengeons, près le lieu du champ de bataille ».

## Politique et administration
| Période                                  | Période       | Identité         | Étiquette | Qualité             |
| ---------------------------------------- | ------------- | ---------------- | --------- | ------------------- |
| Les données manquantes sont à compléter. |               |                  |           |                     |
| mars 1987                                | mars 2001     | Georges Coquelin | SE        | Agriculteur         |
| mars 2001                                | mars 2008     | Daniel Lecanu    | SE        |                     |
| mars 2008                                | mars 2014     | Marc Bidet       | SE        | Agriculteur         |
| mars 2014                                | décembre 2016 | Serge Mauduit    | SE        | Commercial retraité |

Le conseil municipal était composé de onze membres, dont le maire et deux adjoints.

## Démographie
L'évolution du nombre d'habitants est connue à travers les recensements de la population effectués dans la commune depuis 1793. À partir du 1er janvier 2009, les populations légales des communes sont publiées annuellement dans le cadre d'un recensement qui repose désormais sur une collecte d'information annuelle, concernant successivement tous les territoires communaux au cours d'une période de cinq ans. 
Pour les communes de moins de 10 000 habitants, une enquête de recensement portant sur toute la population est réalisée tous les cinq ans, les populations légales des années intermédiaires étant quant à elles estimées par interpolation ou extrapolation. Pour la commune, le premier recensement exhaustif entrant dans le cadre du nouveau dispositif a été réalisé en 2006,.
En 2021, la commune comptait 387 habitants, en évolution de −8,94 % par rapport à 2015 (Calvados : +1,58 %, France hors Mayotte : +2,49 %).
Courson a compté jusqu'à 1 504 habitants en 1821.
| 1793  | 1800  | 1806  | 1821  | 1831  | 1836  | 1841  | 1846  | 1851  |
| ----- | ----- | ----- | ----- | ----- | ----- | ----- | ----- | ----- |
| 1 434 | 1 333 | 1 449 | 1 504 | 1 502 | 1 358 | 1 409 | 1 431 | 1 385 |

| 1856  | 1861  | 1866  | 1872  | 1876  | 1881  | 1886  | 1891 | 1896 |
| ----- | ----- | ----- | ----- | ----- | ----- | ----- | ---- | ---- |
| 1 337 | 1 256 | 1 220 | 1 111 | 1 118 | 1 035 | 1 016 | 946  | 953  |

| 1901 | 1906 | 1911 | 1921 | 1926 | 1931 | 1936 | 1946 | 1954 |
| ---- | ---- | ---- | ---- | ---- | ---- | ---- | ---- | ---- |
| 890  | 871  | 843  | 750  | 742  | 753  | 775  | 797  | 757  |

| 1962 | 1968 | 1975 | 1982 | 1990 | 1999 | 2006 | 2011 | 2016 |
| ---- | ---- | ---- | ---- | ---- | ---- | ---- | ---- | ---- |
| 662  | 591  | 529  | 490  | 420  | 484  | 437  | 435  | 422  |

| 2019 | - | - | - | - | - | - | - | - |
| ---- | - | - | - | - | - | - | - | - |
| 395  | - | - | - | - | - | - | - | - |

## Lieux et monuments
- Église Notre-Dame (XVIe siècle) inscrite au titre des monuments historiques ; la voûte en bois, la charpente et la toiture sont classées[21]. Elle abrite une statue de la Vierge à l'Enfant en pierre (XIVe siècle), un tableau du maître-autel de l'assomption, attribué au peintre virois de La Vente, des pierres tombales et une statue en bois de Saint Louis. La voûte est en berceau.
- Autour de l'église : if pluricentenaire, tombeaux et calvaire.
- Moulins de Quérité et de Courson.
- Manoir du chef chouan Jean-Jacques-Joseph du Rosel, des XVIe et XVIIe siècles, avec son équipement défensif à visée symbolique.
- Nombreuses fermes anciennes typiques de l'architecture bocaine du XVIIe siècle.
- Calvaires.

## Activités et manifestations
- Fête patronale de la Saint-Louis en août.